# 坎菲爾德 (阿肯色州)
坎菲爾德（英語：Canfield）是位於美國阿肯色州拉法葉縣的一個非建制地區。該地的面積和人口皆未知。

## 地理
坎菲爾德的座標為33°10′58″N 93°37′58″W / 33.18278°N 93.63278°W，而該地的平均海拔高度為80米（即262英尺）。